# Arbeitsmarktregion
Eine Arbeitsmarktregion ist ein räumlich zusammenhängendes Gebiet von Städten und Gemeinden, das aussagekräftige Statistiken in Bezug auf Wirtschaftsleistung und Arbeitsplätze ermöglicht. Die Gliederung des geografischen Raums erfolgt nach statistischen Kriterien und nicht nach der politischen Organisation. Eine Arbeitsmarktregion ist definiert als ein Gebiet, in dem die Mehrheit der dort Erwerbstätigen auch lebt. Die Einteilung eines Landes in Arbeitsmarktregionen findet bei statistischen Analysen und kartografischen Darstellungen breite Verwendung. Der Raum wird so unterteilt, dass räumliche und zeitliche Vergleiche zwischen möglichst ähnlichen Einheiten möglich sind. Die Methode verwendet als Merkmal die Pendlerströme zwischen den Gemeinden. Sie ermöglicht damit einheitliche Kriterien für ein ganzes Land und wird in mehreren europäischen Ländern und vom Statistischen Amt der Europäischen Union (Eurostat) verwendet. Da sich Besiedlung und Nutzung eines Raumes im Laufe der Zeit stark verändern, müssen die Perimeter der Arbeitsmarktregionen regelmäßig überarbeitet werden, damit sie die aktuelle Situation adäquat abbilden.

## Arbeitsmarktregionen in Deutschland
In Deutschland werden die Arbeitsmarktregionen vom Bundesamt für Bauwesen und Raumordnung definiert und fortgeschrieben. Die Einteilung Deutschlands in Arbeitsmarktregionen hat die Stadt-Umland-Beziehungen im Blick. Dazu gehören insbesondere die Pendlerverflechtungen zwischen kreisfreien Städten mit einer hohen Arbeitsplatzdichte (z. B. Stadt Schweinfurt) und angrenzenden Landkreisen mit hohen Auspendlerüberschüssen (z. B. Landkreis Schweinfurt), die zu einer Arbeitsmarktregion zusammengefasst werden, um besser mit anderen Arbeitsmarktregionen vergleichbar zu sein. Dies ermöglicht aussagekräftigere  Analysen und statistische Vergleiche zum Beispiel von Mindestlöhnen.
Als Grundraster zur Einteilung dienen die Landkreise und kreisfreien Städte, wobei die Arbeitsmarktregionen bis auf wenige Ausnahmen nicht bundesländerübergreifend eingeteilt wurden. Die Arbeitsmarktregionen weisen eine sehr unterschiedliche Größe auf und repräsentieren damit die Vielfalt des Pendlerverhaltens in Deutschland. In Ballungsräumen wie Frankfurt oder München umfassen sie mehrere Landkreise und kreisfreie Städte, während in ländlichen Regionen oftmals ein Landkreis einer Arbeitsmarktregion entspricht (tatsächlich sind hier die Pendelbeziehungen oft noch kleinteiliger und auf mehrere separate Kleinstädte im Kreisgebiet ausgerichtet). Praktische Relevanz hat die Einteilung darüber hinaus als räumliche Basis für die Abgrenzung von Fördergebieten der Gemeinschaftsaufgabe Verbesserung der regionalen Wirtschaftsstruktur.

## Arbeitsmarktregionen in der Schweiz
Das Bundesamt für Statistik (BFS) hat 2018 die Arbeitsmarktregionen der Schweiz überarbeitet und ersetzt damit die früheren MS-Regionen (für «Mobilité Spatiale»). Für die Schweiz werden insgesamt 101 Arbeitsmarktregionen festgelegt, die in 16 Arbeitsmarktgrossregionen zusammengefasst sind. Parallel dazu sind insgesamt zehn grenzüberschreitende Arbeitsmarktregionen bestimmt.